# Солеро
Солеро (итал. Solero) — коммуна в Италии, располагается в регионе Пьемонт, в провинции Алессандрия.
Население составляет 1643 человека (2008 г.), плотность населения составляет 72 чел./км². Занимает площадь 23 км². Почтовый индекс — 15029. Телефонный код — 0131.
Покровителем населённого пункта считается святой San Bruno di Segni.

## Демография
Динамика населения:

## Администрация коммуны
- Официальный сайт: http://www.comune.solero.al.it